# Britt Hagedorn
Britt Hagedorn (geb. Reinecke; * 2. Januar 1972 in Hamburg) ist eine deutsche Fernsehmoderatorin.

## Biografie

### Jugend
Hagedorn besuchte die Grundschule in Pinneberg, später das Wirtschaftsgymnasium in Hamburg und machte 1992 dort ihr Abitur. In den Folgejahren begann sie ihr Studium an der Universität Lüneburg. 1999 machte sie ihren Studienabschluss als Magistra Artium der Fächer Kunstgeschichte, Kultur- und Literaturwissenschaft mit dem Schwerpunkt Sprache, Kommunikation und ästhetische Gestaltung.

### Karriere
Erste Moderationserfahrungen sammelte Hagedorn 1999 bei Hamburg 1 und dem Norddeutschen Rundfunk. Ein Jahr später übernahm sie die Moderation des Sat.1-Regionalfensters für Niedersachsen und Bremen (17.30 live).
Von 2001 bis 2013 präsentierte Hagedorn montags bis freitags – zwischenzeitlich auch samstags – die nach ihr benannte Sat.1-Talkshow Britt – Der Talk um eins. Ab Januar 2003 vertrat sie Jessica Witte-Winter für vier Monate im Sat.1-Frühstücksfernsehen. Von Juni 2006 bis April 2007 moderierte sie an der Seite von Johannes Scherer die Sat.1-Sendung Weck Up – ihre Nachfolge übernahm Inge Posmyk. Von 2010 bis 2012 führte sie – zusammen mit Harro Füllgrabe – als Moderatorin durch die Sat.1-Spielshow Mein Mann kann. 2011 moderierte sie die umstrittene Sendung Schwer verliebt, in welcher Kandidaten z. T. gegen ihren Willen einander küssen mussten. Von 2017 bis 2018 moderierte sie die Sat.1-Ratgebersendung Total gesund! Mit Britt und Dr. Kurscheid. Von Mai bis Juli 2022 moderierte sie wieder beim Sat.1-Frühstücksfernsehen, wo sie regelmäßig im Wechsel die Sonntags- sowie die werktäglichen Ausgaben übernahm. Seit dem 24. Oktober 2022 moderiert sie von Montag bis Freitag auf Sat.1 Britt – Der Talk.

### Sonstiges
In der Playboy-Ausgabe vom Juni 2006 erschien eine Serie mit erotischen Bildern von Hagedorn.

### Privatleben
Am 16. Dezember 2005 heiratete Hagedorn ihren Freund Ralph Hagedorn standesamtlich. Die kirchliche Trauung fand im Juni 2006 auf Ibiza statt. Im August 2007 brachte sie ihr erstes Kind, eine Tochter, zur Welt; im August 2011 folgte ein Sohn. Sie lebt mit ihrer Familie auf Mallorca.

## Fernsehauftritte
- 2000–2001: Moderation Sat.1-Regionalnachrichten Niedersachsen (Sat.1)
- 2001–2013: Moderation Britt – Der Talk um eins (Sat.1)
- 2003, 2022: Moderation Sat.1-Frühstücksfernsehen (Sat.1)
- 2010–2012: Moderation Mein Mann kann (Sat.1)
- 2011: Moderation Schwer verliebt (Sat.1)
- 2013: Moderation Das große Backen
- 2022–2023: Moderation Britt – Der Talk (Sat.1)
- 2023: Moderation Volles Haus! Sat.1 Live (Sat.1)